# Cercles en un cercle
Cercles en un cercle és una pintura a l'oli sobre tela realitzada pel pintor rus Vassili Kandinski el 1923.

## Anàlisi
En aquesta obra, un cercle negre gruixut rodeja fins a vint-i-sis cercles de diferents mides i colors que se superposen, molts d'aquests en intersecció amb línies negres rectes. Dues franges, una de blava i l'altra groga, s'estenen en el fons de l'obra des de les cantonades superiors cap al centre, canviant el color dels cercles en passar-ne per darrere. Tot i que Cercles en un cercle és distintivament diferent a les pintures de Kandinski del primers anys del segle xx, reflecteix igualment la seva contínua convicció que certs colors i formes signifiquen emocions que es poden codificar i combinar en un tot, manifestant l'harmonia del cosmos. Per al pintor rus, el cercle, la més elemental de les formes, tenia un significat simbòlic, còsmic. Va escriure que el cercle és la síntesi de les més grans oposicions. Combina allò concèntric amb allò excèntric en una mateixa forma, i en equilibri. En una carta de 1931, va descriure aquesta obra com la seva primera pintura que portava el tema dels cercles al primer pla.